# 나준전
나준전(중국어 정체자: 羅遵殿, 병음: Luo Zundian, 1798년 - 1860년)은 청나라 말기의 관리로 자는 담촌(澹村), 호는 문운(問雲)이다.

## 생애
안휘성 숙송 출신으로 1835년에 진사가 되었다. 직례성의 남락, 당산, 청원 등의 지현을 맡아 실적을 올리고, 절강성 호주의 지부, 이어서 항주의 지부에 발탁되었다. 절강성에서는 도적 퇴치로 평가를 높였다. 그 후, 호북 안양운형가 되어 단련(团練)을 조직했다.
1852년, 태평천국이 무창을 함락시키자 토비인 곽대안이 이에 호응하려고 했지만, 나준전은 그를 잡아 참했다. 이듬해 안찰사 대리가 되었다. 염군이 양양 · 번성을 엿보자 양양의 방비를 굳건히 했다. 이 일에 대해 호광총독 장양기는 함풍제에게 나준전이 민심을 잘 얻고 있다고 칭찬하는 상주를 했다.
1856년, 유민들이 굶주린 백성들을 꼬드겨 난을 일으켰지만, 나준전은 방어를 굳건히 하고 지원군을 기다려 이들을 대파했다. 도적은 굶주림과 추위로부터 발생하는 것이라며, 의창(義倉)을 70개소 설치하고 제방을 쌓는 사업을 했다. 1858년 호북 포정사가 되었고, 당시의 순무인 호림익은 청렴한 나준전을 중용했다. 이듬해 복건순무에 임명되었지만, 임지로 가기도 전에 절강순무에 임명되었다.
1860년 2월, 태평천국군이 독성관에서 항주에 육박했다. 호남성에서 소한경과 이원도가 군을 이끌고 구원하러 왔지만, 소한경은 전사했고, 이원도는 길이 막혀 전진하지 못했다. 구원은 오지 않았고, 병력이 적은 상황에서는 바깥으로 뚫고 갈 수 없었다. 이렇게 항주는 함락되고, 나준전은 독을 마시고 자살했다.
사후 장절(將節)이라는 시호가 주어졌다.

## 참고자료
- 《청사고》, 395권, 열전 182장